# Chimarra acuta
Chimarra acuta är en nattsländeart som beskrevs av Ross 1959. Chimarra acuta ingår i släktet Chimarra och familjen stengömmenattsländor. Inga underarter finns listade i Catalogue of Life.